# Bernd Rupp
Bernd Rupp (24 febbraio 1942) è un ex calciatore tedesco.

## Carriera

### Club
Con il Borussia Mönchengladbach totalizzò 119 presenze e 50 gol in Bundesliga, ottenendo i maggiori successi della sua carriera.
Cominciò la sua carriera nella Regionalliga dell'Ovest nel 1964 nel Borussia Mönchengladbach con Hennes Weisweiler come allenatore. Nella sua prima stagione con la squadra ottenne la promozione in Bundesliga. Nella sua prima stagione nel campionato tedesco giocò tutte le 34 partite e realizzò 16 gol.
Nel 1967 Rupp si trasferì al Werder Brema, dove giocò due anni. Nel 1967 andò al Colonia. La sua carriera terminò tra il 1972 e il 1974 di nuovo col Borussia Mönchengladbach.
Nel 1973 raggiunse il più grande risultato della sua carriera, vincendo la finale della Coppa di Germania contro la sua ex squadra, il Colonia, per 2-1.
Bernd Rupp collezionò in totale 274 presenze in Bundesliga, realizzando 119 reti.
Fu vicecampione di Germania nel 1968 con il Werder Brema e nel 1974 col Borussia Mönchengladbach. Con il Colonia raggiunse la finale di Coppa di Germania nel 1970 e nel 1971. Con il Borussia Mönchengladbach perse la finale di Coppa UEFA nel 1973 contro il Liverpool.

### Nazionale
Dopo il campionato del mondo 1966 l'allenatore della Germania Ovest, Helmut Schön, provò alcuni nuovi giocatori. Così il 12 ottobre 1966 Bernd Rupp esordì con la maglia della sua Nazionale contro la Turchia. La Germania vinse per 2-0 e Rupp realizzò la seconda rete all'85º minuto. Rimase, però, quella la sua unica presenza in Nazionale. Nella stessa partita esordì in Nazionale anche Gerd Müller.

## Palmarès
- Coppa di Germania: 1

Borussia Mönchengladbach: 1972-1973